# Robert Connolly
Pour les articles homonymes, voir Connolly.
Robert Connolly, né le 1967 à Sydney, est un réalisateur, scénariste et producteur australien de cinéma et de télévision. Il dirige sa propre société de distribution, Footprint Films, et a remporté quatre AACTA Awards.

## Filmographie

### Cinéma
- 1995 : Roses Are Red (producteur, court-métrage)
- 1995 : All Men Are Liars (producteur associé)
- 1998 : The Boys (producteur)
- 2000 : The Monkey's Mask (producteur)
- 2001 : The Bank (en) (scénariste et réalisateur)
- 2005 : Three Dollars (en) (réalisateur, scénariste)
- 2007 : Romulus, My Father  (producteur)
- 2009 : Lucky Country (producteur exécutif)
- 2009 : Conspiration (Balibo) (scénariste et réalisateur)
- 2013 : These Final Hours (producteur exécutif)
- 2013 : The Turning (réalisateur, scénariste et producteur)
- 2015 : Paper Planes  (réalisateur, scénariste et producteur)
- 2015 : Spear (producteur exécutif)
- 2016 : Chasing Asylum (producteur exécutif)
- 2017 : Guilty (producteur exécutif)
- 2021 : Canicule (The Dry) (réalisateur, scénariste et producteur)
- 2022 : Blueback (en) (réalisateur, scénariste)
- 2024 : Sauvage : Canicule 2 (Force of Nature: The Dry 2) (réalisateur, scénariste)

### Télévision
- 2010 : Rush (réalisateur)
- 2011 : The Slap (réalisateur)
- 2012 : Underground : L'Histoire de Julian Assange (réalisateur)
- 2015 : Gallipoli (producteur)
- 2016 : Barracuda (réalisateur)
- 2017 : The Warriors (producteur)
- 2018 : Deep State (réalisateur)

## Distinctions
- 5 nominations aux Australian Academy of Cinema and Television Arts Awards pour Paper Planes[3]
- Nommé meilleur réalisateur pour Conspiration (Balibo) lors de la 51e cérémonie des Australian Film Institute Awards
- Meilleur scénario pour Balibo lors des 18e cérémonie des Film Critics Circle of Australia Awards
- AACTA Award du meilleur film pour Romulus, My Father